# Sexe Intentions
Cet article concerne le film original de 1999. Pour l'adaptation télévisée, voir Sexe Intentions (série télévisée).
Série Sexe Intentions
Sexe Intentions 2
(2001)
Pour plus de détails, voir Fiche technique et Distribution.
Sexe Intentions (Cruel Intentions), ou Sexual Provocation en Belgique et Un Pari cruel au Québec, est un film américain réalisé par Roger Kumble et sorti en 1999.
Le film est une adaptation moderne du roman épistolaire Les Liaisons dangereuses de l'écrivain français Choderlos de Laclos. Lors de sa sortie, il a divisé la critique américaine, néanmoins, il a été un succès surprise au box-office mondial.
Il a donné naissance à une franchise avec un préquel, Sexe Intentions 2, un spin-off, Sexe Intentions 3, tous deux sortis directement en vidéo, une adaptation en comédie musicale jouée en Off-Broadway, et une série télévisée.

## Synopsis
L'histoire se déroule à Manhattan au sein de la haute bourgeoisie américaine.
Sebastian Valmont est un fils de bonne famille new yorkais. Kathryn Merteuil est une étudiante populaire et très respectée d'un lycée privé. Quasi-frère et sœur, apparemment bien sous tout rapport, les deux jeunes gens rivalisent en réalité de jeux pervers pour avoir le plus de conquêtes sans lendemain possibles, quitte à salir la vie de leur victime. Si Kathryn fait tout pour conserver une bonne réputation aux yeux de la haute société, Sebastian au contraire ne cache en rien ses exploits.
Un jour, Kathryn reçoit Madame Caldwell et sa fille Cecile pour préparer la rentrée de la lycéenne dans son établissement de renom. Elle a en réalité décidé de se venger d'un de ses ex, nouvellement épris de Cécile. Pour ce faire, elle demande de l'aide à Sebastian pour pervertir la jeune fille. Mais ce dernier a d'autres projets : séduire la douce et pieuse Annette Hargrove, la fille du nouveau directeur du lycée. Kathryn relève alors le défi : en cas d'échec il devra lui céder son cabriolet, mais s'il réussit, elle s'offrira totalement à lui. Le pari est lancé.

## Fiche technique
Sauf indication contraire, les informations mentionnées dans cette section peuvent être confirmées par la base de données cinématographiques IMDb,  présente dans la section « Liens externes ».
- Titre original : Cruel Intentions
- Titre français : Sexe Intentions
- Titre québécois : Un Pari cruel
- Titre belge : Sexual Provocation
- Réalisation : Roger Kumble
- Scénario : Roger Kumble, d'après le roman Les Liaisons dangereuses de Choderlos de Laclos
- Musique : Ed Shearmur
- Direction artistique : David Lazan
- Décors : Tessa Posnansky
- Costumes : Denise Wingate
- Photographie : Theo van de Sande
- Montage : Jeff Freeman
- Production : Neal H. Moritz
  - Production déléguée : Michael Fottrell
- Sociétés de production : Original Film et Newmarket Capital Group
- Société de distribution : Columbia Pictures
- Budget : 10,5 millions de dollars[2]
- Pays de production :  États-Unis
- Langue originale : anglais
- Format : couleur - 1,85:1 (CinemaScope) - son Dolby Digital
- Genre : drame
- Durée : 97 minutes
- Dates de sortie :
  - États-Unis / Canada : 5 mars 1999
  - France : 23 juin 1999

## Distribution
Sauf indication contraire, les informations mentionnées dans cette section peuvent être confirmées par la base de données cinématographiques IMDb,  présente dans la section « Liens externes ».
- Ryan Phillippe (VF : Vincent Barazzoni ; VQ : Martin Watier) : Sebastian Valmont
- Sarah Michelle Gellar (VF : Claire Guyot ; VQ : Geneviève De Rocray) : Kathryn Merteuil
- Reese Witherspoon (VF : Aurélia Bruno ; VQ : Sophie Léger) : Annette Hargrove
- Selma Blair (VF : Morgane Lombard ; VQ : Céline Furi) : Cecile Caldwell
- Christine Baranski (VF : Frédérique Cantrel ; VQ : Danièle Panneton) : Bunny Caldwell
- Sean Patrick Thomas (VF : Lucien Jean-Baptiste) : Ronald Clifford
- Joshua Jackson (VF : Alexandre Gillet) : Blaine Tuttle
- Eric Mabius (VF : Damien Boisseau ; VQ : Benoît Gouin) : Greg McConnell
- Louise Fletcher : Helen Rosemond
- Swoosie Kurtz : Dr Greenbaum
- Tara Reid (VQ : Aline Pinsonneault) : Marci Greenbaum
- Alaina Reed Hall : l'infirmière
- Herta Ware : Mme Sugarman
- Deborah Offner (en) : Mme Michalak
- Hiep Thi Le : Mai-Lee
- Drew Snyder : directeur Hargrove
- Charlie O'Connell : Court Reynolds
- Ginger Wiliams : Clorissa
- Fred Norris : l'homme de maison
Version française[3]
  - Studio de doublage : Synchro 7
  - Direction artistique : Jean-Louis Montagné
  - Adaptation : Olivia Cherqui et Pierre Arson

## Production

### Tournage
Le tournage du film s'est déroulé à New York et ses alentours, où l'intrigue du film se déroule également. Certaines scènes ont été tournées au Old Westbury Gardens mais également à la Harry F. Sinclair House.

### Musique
Liste des titres
1. Every You Every Me - Placebo
2. Praise You - Fatboy Slim
3. Coffee and TV - Blur
4. Bedroom Dancing (First Recording) - Day One
5. Colorblind - Counting Crows
6. Ordinary Life - Kristen Barry
7. Comin' Up From Behind - Marcy Playground
8. Secretly - Skunk Anansie
9. This Love - Craig Armstrong feat. Elizabeth Fraser
10. You Could Make A Killing - Aimee Mann
11. Addictive - Faithless
12. Trip On Love - Abra Moore
13. You Blew Me Off - Bare Jr.
14. Bitter Sweet Symphony - The Verve

## Accueil

### Critiques
Le film a divisé la critique américaine. Sur le site agrégateur de critiques Rotten Tomatoes, il obtient un score de 54 % de critiques positives, avec une note moyenne de 5,2/10 sur la base de 114 critiques.
Sur CinemaScore, le film obtient la note « B- » sur une échelle allant d'« A+ » à « F ». Sur Metacritic, il obtient un score de 56/100 sur la base de 24 critiques.
En France, sur le site Allociné, le film récolte 3 étoiles sur 5 sur la base de 13 critiques.

### Box-office
| Pays ou région | Box-office        | Date d'arrêt du box-office | Nombre de semaines |
| -------------- | ----------------- | -------------------------- | ------------------ |
| France         | 1 236 625 entrées | 10 août 1999               | 7                  |
| États-Unis     | 38 328 567 $      | 15 juillet 1999            | 19                 |
| Mondial        | 75 902 208 $      | -                          | -                  |

## Suites et adaptations

### Prequel
Peu après la sortie du film en 1999, le réseau Fox commande au réalisateur Roger Kumble une première saison de 13 épisodes pour une série télévisée basée sur le film. Intitulée Manchester Prep, elle devait être diffusée à partir de septembre 1999. Mais après le tournage de deux épisodes, la chaîne annule la série avant même sa diffusion. Plusieurs membres de la chaîne n'étaient pas à l'aise à l'idée de diffuser la série en raison du fait qu'elle traitait de sexualité chez les adolescents mais également d'inceste. Une scène montrant un personnage ayant un orgasme sur un cheval aurait également choqué le président de la chaîne, Rupert Murdoch, le poussant à arrêter le projet.
Les deux épisodes ont donc été rassemblés, des scènes et des personnages secondaires introduisant des intrigues devant être explorées dans d'autres épisodes furent coupées pour se concentrer sur l'intrigue principale et d'autres scènes supplémentaires furent tournées pour donner une fin à l'histoire et pour y ajouter des scènes plus explicites et le projet est devenu un film sorti directement en vidéo en 2000 sous le titre Sexe Intentions 2. En 2022, des scènes coupées des épisodes sont diffusées sur YouTube. Dans ces scènes, le personnage interprété par Sarah Thompson est le même que celui joué par Reese Witherspoon dans le premier film, confirmant que la série devait à l'origine être une adaptation directe du film. Afin d'en faire un préquel, le nom de son personnage a été modifié lors du tournage des nouvelles scènes quand le projet est devenu un long-métrage.
Le film met en scène l'arrivée de Sebastian et le début de son jeu avec Kathryn, quelques années avant les événements du premier film. D'autres acteurs sont engagés pour reprendre les personnages : Robin Dunne interprète Sebastian et Amy Adams reprend le rôle de Kathryn.

### Spin-off
En 2004, un troisième volet réalisé par Scott Ziehl sort directement en vidéo. Intitulé Sexe Intentions 3, Il se déroule après le premier volet mais ne met en scène aucun personnage des deux précédents films. Il est donc considéré comme un spin-off.
Le personnage principal du film est Cassidy Merteuil, la cousine de Kathryn, qui, comme cette dernière, semble avoir un certain goût pour la manipulation sexuelle.

### Projet de suite télévisée
En 2015, la chaîne NBC annonce le développement d'une série télévisée faisant suite aux films avec la participation de Roger Kumble, réalisateur des deux premiers volets.
La série se déroule plusieurs années après les événements du premier film et mettra en scène Bash Casey, le fils de Sebastian et Annette. Ce dernier vit en province avec sa mère et ignore tout de son père. Un jour, il découvre le journal de Sebastian et décide de partir à la recherche de Kathryn pour en savoir plus. Sarah Michelle Gellar est la seule actrice du film à reprendre son rôle. Elle retrouve donc Kathryn, maintenant adulte et à la tête de la société Valmont International.
La chaîne décide de commander un pilote mais une fois ce dernier tourné, elle décide de ne pas commander la série, annulant le projet.

### Comédie musicale
En 2015 est lancé à Los Feliz, un quartier de Los Angeles, une comédie musicale adaptée du film. Jusqu'en 2016, le spectacle était joué de manière limitée à Los Angeles avant de s'installer à New York en Off-Broadway en novembre 2017 jusqu'en avril 2018 au club Le Poisson Rouge, devenant le premier spectacle du club.
Contrairement à beaucoup d'adaptations musicale de film, le spectacle ne contient pas de chanson originale car c'est une comédie musicale juke-box, et utilise donc des chansons existantes. Les chansons utilisées sont toutes des hits des années 1990 avec des musiques de plusieurs artistes en vogue à cette époque comme No Doubt, les Backstreet Boys, NSYNC ou encore The Verve dont la chanson Bitter Sweet Symphony peut également être entendue dans le film.
Après avoir terminé son engagement en Off-Broadway, le spectacle devrait partir prochainement en tournée aux États-Unis.

### Série télévisée
En 2021, il est dévoilé qu'un nouveau projet de série télévisée à destination d'IMDb TV, un service appartenant à Amazon, est en développement avec Phoebe Fisher et Sara Goodman à l'écriture. En avril 2023, Amazon passe la commande d'une première saison de huit épisodes, toujours pour le service qui a été renommé Amazon Freevee entre-temps. En décembre 2023, il est dévoile qu'elle sera finalement diffusée sur un autre service de la société, Prime Video.
Lancée en 2024, la série revisite l'histoire du film mais déplace l'action dans une université.

## Distinctions
Sauf indication contraire, les informations mentionnées dans cette section peuvent être confirmées par la base de données cinématographiques IMDb,  présente dans la section « Liens externes ».

### Récompenses
- Blockbuster Entertainment Awards 2000 : Meilleure actrice dans un second rôle pour Reese Witherspoon
- Golden Slate Awards 2000 : 
  - Meilleure musique originale
  - Meilleur bande-originale
- MTV Movie Awards 2000 :
  - Meilleure actrice pour Sarah Michelle Gellar
  - Meilleur baiser pour Sarah Michelle Gellar et Selma Blair
- Teen Choice Awards 2000 :
  - Meilleur film dramatique
  - Meilleur méchant pour Sarah Michelle Gellar

### Nominations
- Golden Slate Awards 2000 :
  - Meilleur film
  - Meilleur film pour adolescent
  - Meilleure actrice dans un rôle principal pour Sarah Michelle Gellar
- MTV Movie Awards 2000 :
  - Meilleur acteur pour Ryan Phillippe
  - Meilleur méchant pour Sarah Michelle Gellar
- Teen Choice Awards 2000 :
  - Meilleur acteur pour Ryan Phillippe
  - Meilleure actrice pour Reese Witherspoon
  - Meilleure scène d'amour pour Ryan Phillippe et Reese Witherspoon
  - Meilleure bande-originale